# 黑色黨徒
是一部2018年美國犯罪喜劇片，改編自羅恩·史塔爾沃斯的2014年回憶錄《Black Klansman》，由史派克·李執導並與大衛·拉貝諾威茲、查利·沃希特爾、凱文·威爾莫特共同編劇。主演包括約翰·大衛·華盛頓、亞當·崔佛、蘿拉·哈里爾、陶佛·葛瑞斯、亞斯佩爾·派科寧、柯瑞·霍金斯、保羅·華特·豪澤及哈里·貝拉方特。
《黑色黨徒》最先於2018年5月14日在第71屆坎城影展上作全球首映並競爭金棕櫚獎，最終獲得評審團大獎，後定於2018年8月10日在美國上映。在2019年2月25日的第91屆奧斯卡金像獎上《黑色黨徒》獲得了最佳改編劇本獎項。

## 劇情
故事敘述科羅拉多州科羅拉多泉的一名非裔美國警探，他最初被分配到檔案室工作，面對同事的種族辱罵。但之後滲透了三K黨的地方分會，並最終成為該會的負責人。

## 演員
- 約翰·大衛·華盛頓 飾 羅恩·史塔爾沃斯（英语：Ron Stallworth）警探
- 亞當·崔佛 飾 菲普·齊爾曼（Flip Zimmerman）
- 蘿拉·哈里爾 飾 派提斯（Patrice）
- 陶佛·葛瑞斯 飾 大衛·杜克
- 柯瑞·霍金斯 飾 斯托克利·卡邁克爾（英语：Stokely Carmichael）
- 亞斯佩爾·派科寧 飾 菲力克斯·肯德里克（Felix Kendrickson）
- 保羅·華特·豪澤 飾 艾芬豪（Ivanhoe）
- 哈里·貝拉方特 飾 傑洛姆·透納（Jerome Turner）

## 製作

### 拍攝
主要拍攝於2017年10月開始進行，並於10月22日在紐約州奧西寧鎮取景拍攝。

## 發行

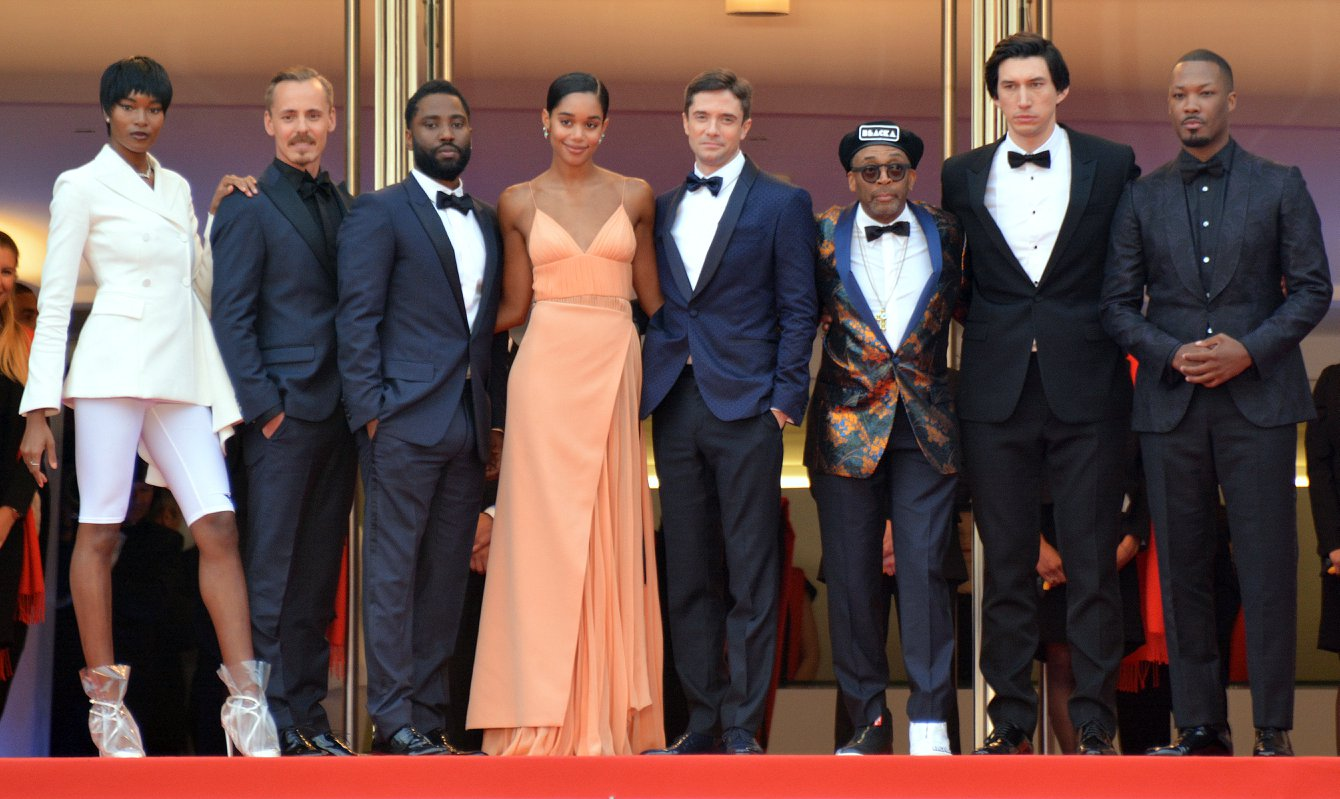
導演及演員們出席第71屆坎城影展。

2018年4月12日，該片被第71屆坎城影展選為競爭金棕櫚獎的競賽片，並於2018年5月14日首映。該片定於2018年8月10日在美國上映，這恰逢2017年團結右翼集會的一週年紀念。而該片片尾彩蛋正是該事件的始末。

### 票房
在美國和加拿大，《黑色黨徒》與《瘦魔人》、《巨齒鯊》，分析師預估《黑色黨徒》在首映週末從1512間戲院中獲得約1000萬美元的票房。該片在首日賺了360萬美元（包括週四晚間的67萬美元）。該片於首週開出1080萬美元的票房，位居當週票房排名第五，這是史派克·李繼2006年的《臥底》（2900萬元）後最好的首週成績。

## 评价
截至目前《黑色黨徒》获得了7.5分的IMDB均分、96%的烂番茄新鲜度以及83分的Metacritic媒体综评分。

## 榮譽
| 獎項                 | 頒發日期      | 類別                   | 得獎人或提名人                                                    | 結果 | 參考          |
| -------------------- | ------------- | ---------------------- | ----------------------------------------------------------------- | ---- | ------------- |
| 坎城影展             | 2018年5月19日 | 評審團大獎             | 史派克·李                                                         | 獲獎 | [ 11 ]        |
| 坎城影展             | 2018年5月19日 | 基督教評審團獎特別提及 | 史派克·李                                                         | 獲獎 | [ 12 ]        |
| 第91届奥斯卡金像奖   | 2019年2月24日 | 最佳影片               | 肖恩·麥基特崔克、傑森·布倫、雷蒙·曼斯菲爾德、喬登·皮爾、史派克·李 | 提名 | [ 13 ] [ 14 ] |
| 第91届奥斯卡金像奖   | 2019年2月24日 | 最佳导演               | 史派克·李                                                         | 提名 | [ 13 ] [ 14 ] |
| 第91届奥斯卡金像奖   | 2019年2月24日 | 最佳男配角             | 亞當·崔佛                                                         | 提名 | [ 13 ] [ 14 ] |
| 第91届奥斯卡金像奖   | 2019年2月24日 | 最佳改编剧本           | 查利·沃希特爾、大衛·拉貝諾威茲、凱文·威爾莫特、史派克·李          | 獲獎 | [ 13 ] [ 14 ] |
| 第91届奥斯卡金像奖   | 2019年2月24日 | 最佳原创音乐           | 泰倫斯·布蘭查德                                                   | 提名 | [ 13 ] [ 14 ] |
| 第91届奥斯卡金像奖   | 2019年2月24日 | 最佳剪辑               | 巴里·亞歷山大·布朗                                                | 提名 | [ 13 ] [ 14 ] |
| 第72届英国电影学院奖 | 2019年2月10日 | 最佳电影               | 肖恩·麥基特崔克、傑森·布倫、雷蒙·曼斯菲爾德、喬登·皮爾、史派克·李 | 提名 | [ 15 ]        |
| 第72届英国电影学院奖 | 2019年2月10日 | 最佳导演               | 史派克·李                                                         | 提名 | [ 15 ]        |
| 第72届英国电影学院奖 | 2019年2月10日 | 最佳男配角             | 亞當·崔佛                                                         | 提名 | [ 15 ]        |
| 第72届英国电影学院奖 | 2019年2月10日 | 最佳改编剧本           | 查利·沃希特爾、大衛·拉貝諾威茲、凱文·威爾莫特、史派克·李          | 獲獎 | [ 15 ]        |
| 第72届英国电影学院奖 | 2019年2月10日 | 最佳原创音乐           | 泰倫斯·布蘭查德                                                   | 提名 | [ 15 ]        |
| 第76届金球奖         | 2019年1月6日  | 最佳劇情片             | 黑色黨徒                                                          | 提名 | [ 16 ]        |
| 第76届金球奖         | 2019年1月6日  | 最佳导演               | 史派克·李                                                         | 提名 | [ 16 ]        |
| 第76届金球奖         | 2019年1月6日  | 最佳剧情类男主角       | 約翰·大衛·華盛頓                                                  | 提名 | [ 16 ]        |
| 第76届金球奖         | 2019年1月6日  | 最佳男配角             | 亞當·崔佛                                                         | 提名 | [ 16 ]        |

## 外部連結
- 互联网电影数据库（IMDb）上《BlacKkKlansman》的资料（英文）
- Box Office Mojo上《黑色党徒》的資料（英文）
- Metacritic上《黑色党徒》的資料（英文）
- 爛番茄上《黑色党徒》的資料（英文）
- 豆瓣电影上《黑色黨徒》的資料 （简体中文）